# Педостранґалія червоно-жовта
Тонкошийка ошатна (Pedostrangalia revestita, Linnaeus, 1767) — вид жуків з родини Скрипунових.

## Поширення
P. revestita належить до групи пан'європейських видів у складі європейського комплексу. Ареал виду охоплює Європу та Закавказзя, можливо північні райони Туреччини та Ірану. 
В Україні зустрічається дуже рідко на рівнинному й низькогірному Закарпатті, Поділлі і Волині. Потребує охорони.

## Екологія
Прив'язаний до передгірних дубових лісів Закарпаття, про поширення на Передкарпатті дані відсутні.

## Морфологія

### Імаго
P. revestita — вид невеликих розмірів, довжина тіла варіює в межах 7-15 мм. Передньоспинка з поздовжньою боріздкою посередині. Голова не витягнена перед очима, наличник короткий, добре розвинені скроні. Загальне забарвлення тіла червоно-жовте. Середньогруди, задньогруди, лапки, щиток та надкрила чорні. Часто жук є цілком червоно-жовтим.

## Личинка
Личинка є поліфагом, проте у Центральній Європі заселяє здебільшого дуб, дуже рідко інші породи. Личинки живуть в мертвій червоно-коричневій і відносно вологій деревині, яка межує із живою тканиною, як, наприклад, основи мертвих гілок, оточених мозолястим наростом живої тканини. Ходи личинок, як і лялечкова, камера заповнені довгими червоними деревними волокнами.

## Життєвий цикл
Генерація — 2-3-річна.